# Cestrum viridiflorum
Cestrum viridiflorum är en potatisväxtart som beskrevs av Francey. Cestrum viridiflorum ingår i släktet Cestrum och familjen potatisväxter. Inga underarter finns listade i Catalogue of Life.